# Paździerowice
Paździerowice – część wsi Targówka w Polsce, położona w województwie wielkopolskim, w powiecie tureckim, w gminy Malanów, wchodzą w skład sołectwa Targówka.

## Historia
Wieś i folwark o tej nazwie istniały już przed XIX wiekiem. Używano w stosunku do niej również nazwy Paździerowce. Wieś liczyła 19 domostw. Jej powierzchnia wynosiła 144 morgi, czyli 88 ha. Folwark zajmował powierzchnie 243 mórg. Znajdowało się tam osiem domów. W owym okresie Paździerowice wchodziły w skład dóbr grąbkowskich.
W latach 1975–1998 Paździerowice należały administracyjnie do województwa konińskiego.